# Vanni De Maigret
Vanni De Maigret (Firenze, ...) è un attore cinematografico italiano, attivo dal 1962 al 1968.

## Filmografia
- L'isola di Arturo, regia di Damiano Damiani (1962)
- La parmigiana, regia di Antonio Pietrangeli (1963)
- I giovani tigri, regia di Antonio Leonviola (1968)

## Doppiatori italiani
- Massimo Turci in L'isola di Arturo, La parmigiana
- Giacomo Piperno in I giovani tigri